# چاره دوکشوری

چارهٔ دوکشوری یکی از راه حل‌های ارائه‌شده برای رفع اختلافات بین اسرائیل و فلسطینیان است. طبق این چاره، به جای خصومت با اسرائیل برای «راندن آنان به بیرون از منطقه» از سوی اعراب، یا به جای «نابودی و پایمال گردانیدن حقوق فلسطینیان» از سوی اسرائیل، چاره، برقراری دو کشور جداگانهٔ اسرائیل و فلسطین به‌طور همزمان، و به رسمیت شناخته شدن هر دو از طرف تمامی طرفین درگیر و یکدیگر است.
چارهٔ دوکشوری در نقطهٔ مقابل چارهٔ یک‌کشوری قرار می‌گیرد که بر اساس آن بایستی یک دولت واحد در اسرائیل، کرانه باختری و نوار غزه تشکیل شود که تمام اهالی این مناطق تابعیت آن را داشته باشند.
راه حل دوکشوری مورد تأیید سازمان ملل متحد نیز بوده است. اما برخی این طرح را محکوم به شکست می‌دانند.
تشکیل دولت فلسطینی: راهکاری برای صلح پایدار یا آرمانی دست‌نیافتنی؟
موضوع تشکیل دولت فلسطینی یکی از پیچیده‌ترین و حساس‌ترین مسائل سیاسی معاصر است که دهه‌هاست در کانون توجه جامعه جهانی قرار دارد.
این مقاله استدلال می‌کند که بهترین راهکار برای حل منازعه فلسطین-اسرائیل، ایجاد یک دولت واحد، فراگیر و دموکراتیک است که در آن فلسطینی‌های یهودی، مسیحی و مسلمان با حقوق برابر زندگی کنند. با این حال، با توجه به واقعیت‌های کنونی، از جمله وضعیت وخیم انسانی در غزه و سیاست‌های توسعه‌طلبانه اسرائیل، حتی راهکار دو کشوری نیز در معرض خطر غیرقابل دسترس شدن قرار دارد.
در این مقاله ابتدا به بررسی راهکار دولت واحد می‌پردازیم، سپس موانع موجود و دلایل ضرورت اقدام فوری را تحلیل می‌کنیم.
۱. راهکار دولت واحد،آرمانی برای صلح پایدار 
ایده تشکیل یک دولت واحد که در آن همه ساکنان سرزمین تاریخی فلسطین – اعم مسلمانان ، مسیحیان و یهودیان – با حقوق برابر و بدون تبعیض زندگی کنند، ریشه در اصول عدالت، برابری و همزیستی دارد. این راهکار به جای تقسیم سرزمین، بر ایجاد یک نظام سیاسی دموکراتیک و سکولار تأکید دارد که هویت‌های دینی و قومی مختلف را در بر می‌گیرد.
استدلال‌های موافق عدالت تاریخی: سرزمین فلسطین از نظر تاریخی محل زندگی اقوام و ادیان مختلف بوده است.
یک دولت واحد می‌تواند این تنوع را به رسمیت بشناسد و به جای جداسازی، همزیستی را تقویت کند.
حقوق برابر:   
برخلاف وضعیت کنونی که فلسطینی‌ها در کرانه باختری و غزه تحت اشغال و تبعیض زندگی می‌کنند، یک دولت واحد می‌تواند حقوق شهروندی برابر را برای همه تضمین کند، از جمله حق رأی، آزادی حرکت و دسترسی به منابع.
پایداری صلح: 
تقسیم سرزمین به دو کشور ممکن است به دلیل اختلافات مرزی، منابع آب، و وضعیت بیت‌المقدس همچنان تنش‌زا باشد.
یک دولت واحد با تمرکز بر همکاری و هم‌افزایی می‌تواند صلح پایدارتری ایجاد کند.
تجربه‌های جهانی: 
  نمونه‌هایی مانند آفریقای جنوبی پس از آپارتاید نشان می‌دهد که با وجود چالش‌ها، همزیستی گروه‌های قومی و دینی در یک نظام دموکراتیک امکان‌ پذیر است.
چالش‌های عملی :
با وجود جذابیت این ایده، تحقق آن در کوتاه‌مدت با موانع جدی مواجه است ، عدم اعتماد متقابل ، دهه‌ها درگیری، خشونت و تبلیغات منفی، اعتماد بین فلسطینی‌ها و اسرائیلی‌ها را به شدت کاهش داده است.
تفاوت‌های ایدئولوژیک:
بسیاری از اسرائیلی‌ها و فلسطینی‌ها به ایده‌های ملی‌گرایانه یا مذهبی پایبند هستند که با مفهوم دولت واحد در تضاد است.
ساختار قدرت کنونی دولت اسرائیل و برخی گروه‌های فلسطینی ممکن است به دلیل حفظ منافع سیاسی و اقتصادی خود با این ایده مخالفت کنند.
۲. وضعیت کنونی غزه و گسترش شهرک‌سازی
در حالی که ایده دولت واحد می‌تواند چشم‌اندازی بلندمدت باشد، واقعیت‌های کنونی، به‌ویژه وضعیت وخیم غزه و سیاست‌های توسعه‌طلبانه اسرائیل، حتی راهکار دو کشوری را نیز در معرض خطر قرار داده است.
وضعیت غزه :
غزه، با جمعیتی حدود ۲ میلیون نفر در مساحتی کوچک، تحت محاصره شدید اسرائیل قرار دارد.
این محاصره، همراه با درگیری‌های مکرر، زیرساخت‌های غزه را ویران کرده و بحران انسانی بی‌سابقه‌ای ایجاد کرده است 
فاجعه انسانی:  گزارش‌های سازمان ملل (تا اکتبر ۲۰۲۳) نشان می‌دهد که بیش از ۸۰٪ ساکنان غزه به کمک‌های بشردوستانه وابسته‌اند. کمبود آب، غذا، دارو و برق، زندگی را برای ساکنان غیرممکن کرده است.
نسل‌ کشی فرهنگی و جمعیتی: تخریب گسترده زیرساخت‌ها، بیمارستان‌ها و مدارس، همراه با تلفات بالای غیرنظامیان، به تضعیف هویت و مقاومت فلسطینی‌ها منجر شده است.
انزوای سیاسی:
انزوای غزه از کرانه باختری، امکان هماهنگی سیاسی برای مذاکرات صلح را کاهش داده است.
گسترش شهرک‌سازی اسرائیلاسرائیل از زمان توافق اسلو (۱۹۹۳) به طور مداوم شهرک‌سازی در کرانه باختری را گسترش داده است.
تا سال ۲۰۲۳، بیش از ۷۰۰,۰۰۰ شهرک‌نشین یهودی در کرانه باختری و بیت‌المقدس شرقی ساکن هستند. این سیاست‌ها به دلایل زیر راهکار دو کشوری را تضعیف می‌کنند.
تکه‌تکه شدن سرزمین:
  شهرک‌ها و دیوار حائل، سرزمین فلسطینی را به جزایر پراکنده تبدیل کرده‌اند که تشکیل یک دولت منسجم فلسطینی را غیرممکن می‌کند.
تغییر بافت جمعیتی: 
حضور گسترده شهرک‌نشینان، تعادل جمعیتی را به نفع اسرائیل تغییر داده و مذاکرات بر سر مرزها را پیچیده‌تر کرده است.
حمایت سیاسی داخلی: 
دولت‌های راست‌گرای اسرائیل، با حمایت از شهرک‌سازی، عملاً هرگونه عقب‌نشینی از اراضی اشغالی را رد کرده‌اند.
۳. خطر غیرقابل دسترس شدن راهکار دو کشوری
راهکار دو کشوری، که از دهه ۱۹۹۰ به عنوان گزینه اصلی صلح مطرح بوده، بر ایجاد دو دولت مستقل فلسطینی و اسرائیلی استوار است. با این حال، تحولات اخیر این راهکار را نیز به شدت تضعیف کرده است
فقدان اراده سیاسی:
دولت‌های اسرائیل در سال‌های اخیر تمایلی به مذاکره جدی نشان نداده‌اند، و اختلافات داخلی فلسطینی‌ها (بین فتح و حماس) نیز هماهنگی را دشوار کرده است.
واقعیت‌های میدانی: گسترش شهرک‌ها و تداوم اشغال، عملاً امکان ایجاد یک دولت فلسطینی با مرزهای مشخص را از بین برده است.
فشارهای بین‌المللی ناکافی: 
جامعه جهانی، به‌ویژه ایالات متحده و اروپا، نتوانسته‌اند فشار موثری بر اسرائیل برای توقف شهرک‌سازی یا پیشبرد مذاکرات وارد کنند.
اگر این روند ادامه یابد، حتی راهکار دو کشوری نیز ممکن است برای همیشه از دسترس خارج شود، و فلسطینی‌ها در وضعیتی دائمی از اشغال و تبعیض باقی بمانند.
۴. ضرورت اقدام فوری
برای جلوگیری از فروپاشی کامل چشم‌انداز صلح، اقدامات زیر ضروری است
فشار بین‌المللی: جامعه جهانی باید تحریم‌های هدفمند علیه سیاست‌های شهرک‌سازی و محاصره غزه اعمال کند.
تقویت وحدت فلسطینی: آشتی بین گروه‌های فلسطینی و ایجاد یک جبهه متحد برای مذاکرات، حیاتی است.
حمایت از راهکارهای جایگزین: در صورت غیرممکن شدن راهکار دو کشوری، جامعه جهانی باید ایده دولت واحد را به طور جدی بررسی کند، هرچند چالش‌برانگیز باشد.
کمک‌های بشردوستانه فوری:
رفع محاصره غزه و بازسازی زیرساخت‌ها برای کاهش رنج انسانی ضروری است.
نتیجه‌گیری ایده تشکیل یک دولت واحد که در آن فلسطینی‌های یهودی، مسیحی و مسلمان با حقوق برابر زندگی کنند، آرمانی جذاب برای صلح پایدار است، اما در کوتاه‌مدت به دلیل موانع سیاسی، اجتماعی و ایدئولوژیک غیرقابل دسترس به نظر می‌رسد.
در عین حال، وضعیت وخیم غزه و گسترش شهرک‌سازی اسرائیل حتی راهکار دو کشوری را نیز در معرض خطر قرار داده است. اگر جامعه جهانی و طرف‌های درگیر به سرعت اقدام نکنند، ممکن است هرگونه راهکار سیاسی برای همیشه از دسترس خارج شود، و این به معنای تداوم اشغال، تبعیض و رنج برای فلسطینی‌ها خواهد بود.
زمان برای اقدام فوری رو به اتمام است.
محمود جواهری امیر

## نظر ایران
جمهوری اسلامی ایران با این طرح صلح مخالف بوده و خواهان نابودی دولت اسرائیل و استقلال فلسطین است. با اینحال، برخی سیاست‌مداران ایرانی، همانند محمد خاتمی با این راه حل موافقت خود را پیشتر اعلام کرده‌اند.